# Сузана Лазовић
Сузана Лазовић (Подгорица, 28. јануар 1992) је црногорска репрезентативка у рукомету, чланица ЖРК Будућност Подгорица. Игра на месту пивота.
На Летњим олимпијским играма 2012. у Лондону као чланица репрезентације освојила је сребрну медаљу. Исте године у децембру је са репрезентацијом на европском првенству освојила златну медаљу. 
Са Будућности је поред првенства и купа Црне Горе у сезони 2009/10. освојила и ЕХФ Куп победника купова, а у сезони 2011/12. ЕХФ Лигу шампиона.

## Успеси
репрезентативни
сребро на ЛОИ 2010. у Лондону.
клупски
- ЕХФ Лига шампиона.

победнице 2011/12.
- ЕХФ Куп победника купова

освајачице купа 2006/10.
- Првенство Црне Горе

првакиње: 2008, 2009, 2010, 2011, 2012
- Куп Црне Горе

освајачицње купа: 2008, 2009, 2010, 2011, 2012
- Регионална лига

прве: 2010, 2011, 2012